# Iod (dùng trong y tế)
Iod được sử dụng để điều trị và ngăn ngừa chứng thiếu iod và như một chất sát khuẩn. Đối với chứng thiếu iod, nó có thể được đưa vào cơ thể bằng đường miệng hoặc tiêm bắp. Là một chất sát khuẩn, nó có thể được sử dụng trên các vết thương ướt hoặc để khử trùng da trước khi phẫu thuật.
Các tác dụng phụ thường gặp khi bôi lên da bao gồm kích ứng và biến sắc. Khi uống hoặc tác dụng phụ của thuốc tiêm có thể bao gồm phản ứng dị ứng, bướu cổ và rối loạn chức năng tuyến giáp. Sử dụng trong khi mang thai được khuyến cáo ở những khu vực thiếu iod là phổ biến, nếu không có chỉ định thì không nên dùng. Iod là một nguyên tố vi lượng thiết yếu.
Năm 1811, Bernard Courtois phân lập iod từ rong biển trong khi năm 1820 Jean-Francois Coindet liên kết lượng iod với kích thước bướu cổ. Ban đầu nó được sử dụng như một chất khử trùng và bướu cổ. Nó nằm trong Danh sách các loại thuốc thiết yếu của Tổ chức Y tế Thế giới, loại thuốc hiệu quả và an toàn nhất cần có trong hệ thống y tế. Muối ăn với iod, được gọi là muối iod, có sẵn ở hơn 110 quốc gia. Ở những vùng có iod ăn kiêng thấp, một liều dùng iod một năm ở mức 0,32 USD được đề nghị dùng.

## Công thức
Một số công thức chứa iod cũng được sử dụng về mặt y tế bao gồm:
- kali iodide (bổ sung)
- Dung dịch Lugol (bổ sung và khử trùng)
- Pididone-iodine (chất khử trùng)
- iohexol (chất tương phản)
- amidotrizoate (chất tương phản)
- meglumine iodroxate (chất tương phản)
- Iod phóng xạ
- Thuốc bổ iod
- Chất được gọi là iod non
- Axit iopanoic (chất tương phản)
- Amiodarone (hàm lượng iod 30%)